# Longiprostatum rickettsi
Longiprostatum rickettsi is een platworm (Platyhelminthes). De worm is tweeslachtig. De soort leeft in het zoute water.
Het geslacht Longiprostatum, waarin de platworm wordt geplaatst, wordt tot de familie Leptoplanidae gerekend. De wetenschappelijke naam van de soort werd voor het eerst geldig gepubliceerd in 1953 door Hyman. De soort is vernoemd naar marien bioloog Ed Ricketts.